# Nivaria Tejera
Nivaria Tejera (Cienfuegos, Cuba, 1929-París, 6 de gener de 2016) va ser una poetessa i novel·lista cubana. Tejera va viure gran part de la seva vida a París.

## Biografia
Nivaria Tejera, filla de mare cubana i de pare canari (concretament de l'illa de Tenerife, Illes Canàries), va néixer a Cuba en 1929. Abans de complir dos anys, es va mudar amb els seus pares a La Laguna a Tenerife, Illes Canàries, on el seu pare va ser fet presoner després de l'esclat de la Guerra Civil Espanyola. No va ser alliberat fins al 1944. Després del seu alliberament, la família va tornar a Cuba, on Tejera va començar aviat a escriure i publicar poesia.
En 1954 es va anar a París i ha continuat vivint en aquesta ciutat, a excepció de breus períodes-per primera vegada en 1959, quan va tornar a Cuba per treballar per al govern cubà com a mediador cultural agregat a Roma. En 1965, va trencar els seus llaços polítics amb Cuba i va tornar a París.
A França, va ser descoberta com a escriptora pel crític Maurice Nadeau i per Claude Couffon, que ha traduït al francès els seus escrits.
Segons María Hernández-Ojeda, l'obra de Nivaria Tejera que major èxit ha obtingut és El Barranco, que es va editar per primera vegada a l'Havana (1959), i que s'ha reeditat a les Canàries en 1982, 1989 i 2004; ha estat traduïda al francès (1958 i 1986), a l'italià (1960), a l'alemany (1962) al txec (1964) i a l'anglès (2008).El barranco "relata l'experiència d'una nena la consciència de la qual va prenent les impressions i les tonalitats fosques d'una guerra que s'ensenyoreix de l'entorn, de la família i del seu món més íntim"

## Obres
Poesia
- Luces y piedras, 1949
- Luz de lágrima, 1951
- La gruta, 1952
- Innumerables voces, 1964
- La barrera fluídica o París escarabajo, 1976
- Rueda del exiliado, 1983
- Martelar, 1983

Novel·la
- El barranco, 1959
- Sonámbulo del sol, 1971
- Huir de la espiral, 1987
- Espero la noche para soñarte, Revolución, 1997

## Honors i distincions
- (1971) Va ser guardonada amb el Premi Seix Barral Biblioteca Breve per la seva novel·la Sonámbulo del sol.